# ديفيد ويكسلر
ديفيد ويكسلر (بالإنجليزية: David Wexler)‏ هو منتج أفلام وكاتب سيناريو ومخرج أمريكي، ولد في 10 يناير 1983 في نيويورك في الولايات المتحدة.

## وصلات خارجية
- ديفيد ويكسلر على موقع IMDb (الإنجليزية)
- ديفيد ويكسلر على موقع أول موفي (الإنجليزية)
- ديفيد ويكسلر على موقع قاعدة بيانات الفيلم (الإنجليزية)
- ديفيد ويكسلر على موقع كينوبويسك (الروسية)